# Google Analytics
Google Analytics（Google アナリティクス、グーグルアナリティクス）は、Googleが無料で提供するWebページのアクセス解析サービス。
元々はGoogleが2005年に買収した、米国のWeb解析ソリューションプロバイダー・Urchin社の技術を利用している。
2020年10月に現行の最新バージョンであるGA4がリリースされ、2023年7月1日に旧バージョンであったユニバーサルアナリティクスのデータ収集は終了した。

## 使用目的
- サイト訪問者の動向を把握することで、訪問者の欲求を知り、サイト内の人気ページや不人気ページ、問題のあるページを知り、サイトを改善することで訪問者の満足を高め、訪問者数を伸ばす。商用サイトであれば業務に寄与し、アフィリエイトサイトであれば収益を伸ばす
- 検索サイトでの上位表示を得るためのツールとする（=SEO対策）
- Google Ad Plannerと連携させ、Ad Planner内でAnalyticsの実測データを公開することで、広告主に対し広告出稿に際する検討用により正確なデータを提供できる[4]

## アクセス情報
利用者と対象サイトを登録して対象サイト内にタグを埋め込むことで、基本的なアクセス情報として以下のものが入手できる。
- 訪問者数
- 閲覧ページ数
- 滞在時間・訪問回数・訪問頻度
- 訪問者のサイト内移動経路
- 訪問者の検索キーワード
- 訪問者の来訪前経由サイト
- 訪問者の最初に開いたページと最後に開いたページ
- 訪問者の使用PC等の画面解像度、ブラウザの種類、回線の種類、プロバイダ、アクセスしてきた国・地域
- 広告クリック数と収益

## 動作形式
Google Analytics（以後「GA」と表記）では、タグ埋め込み型やWebビーコン型とも呼ばれる手法を用いている。
タグ埋め込み型
対象サイト内にGAへのタグを埋め込んでおく。訪問者が対象サイト内を移動することで訪問者のPCから閲覧情報がGAサーバーへ送信される。
Webサーバー側で訪問者のアクセスログを収集しておく「サーバーログ解析型」や、ネットワーク上のパケットを取り込んで分析する「パケットキャプチャ型」のように、専門知識や専用装置が必要なく容易に導入できる。

## 無料範囲
- 広告などは一切表示されない
- GA4ではユーザーおよびイベントのデータ保持期間は最大14か月[5]
- イベントパラメータの種類数が最大イベントごとに 25 個に制限される

## 対象サーバーに起因する制限
ブログサービスの中には、ブログ側でGAのトラッキングタグを埋め込むことが出来ないものがあり、GAを利用できない。
「gooブログ」「Yahoo!ブログ」「アメーバブログ」「エキサイトブログ」「楽天ブログ」「WordPress.com」では使用できず、「ココログ」ではベーシックとプラスで利用できない。

## 注記
1. ↑  Google、Web解析ソリューションのUrchinを買収 - ITmedia・2005年3月29日
2. ↑  Google、Web解析ソフト「Urchin 6」を正式リリース - ITmedia・2008年4月18日
3. ↑  ユニバーサル アナリティクスは Google アナリティクス 4 に置き換わりました・2023年12月11日
4. ↑  Google Analytics データ公開可能に - SEMリサーチ・2009年5月27日
5. ↑  https://support.google.com/analytics/answer/7667196
6. ↑  GAのページでは無料GAサービスはグーグル社の都合で突然提供が中止されることがあるとされ、GAサービスで得られる情報はグーグル社に帰属すると明記されている。
7. ↑  “Stats — Support — WordPress.com”. 2013年2月12日閲覧。